# Szara Studnia
Szara Studnia – jaskinia w zboczu Małołączniaka w Dolinie Miętusiej w Tatrach Zachodnich. Wejście do niej znajduje się w zachodnim zboczu Kobylarzowego Żlebu na wysokości 1750 metrów n.p.m. Długość jaskini wynosi 125 metrów, a jej deniwelacja 50 metrów. 

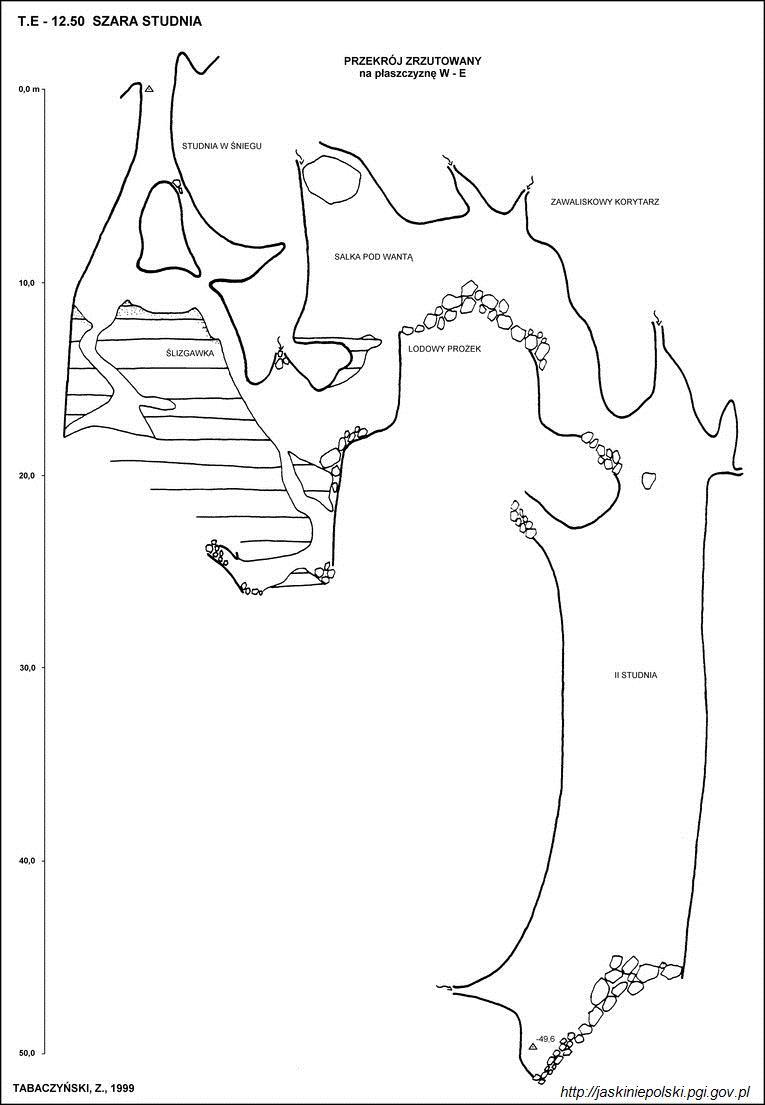
Przekrój jaskini

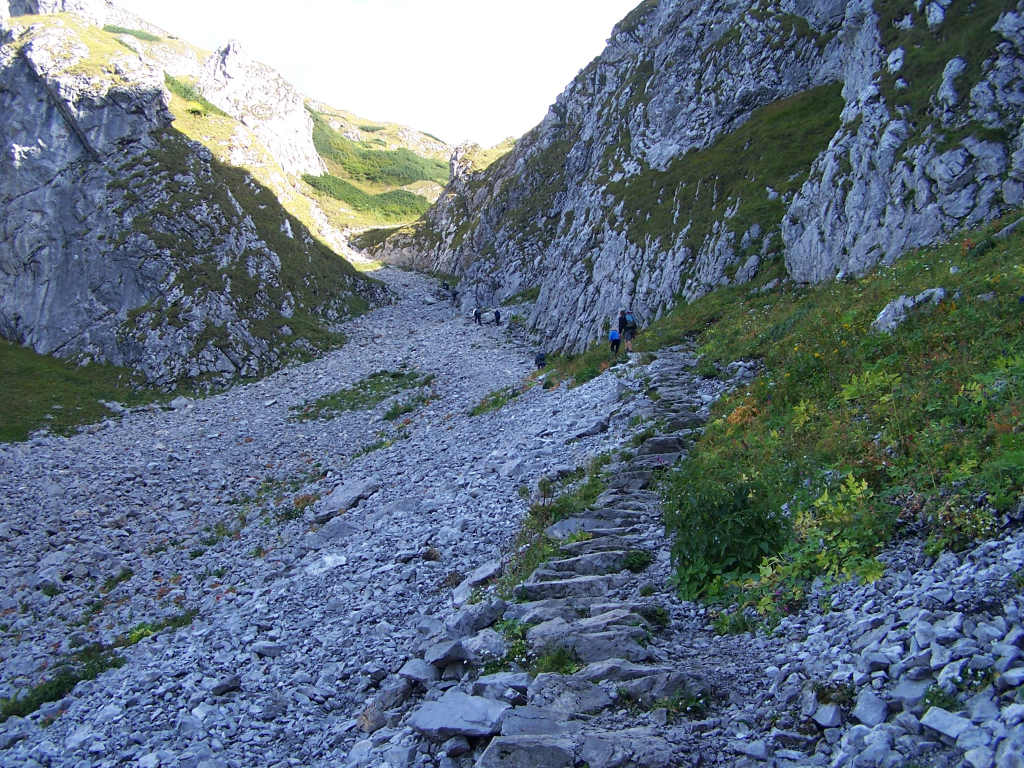
Kobylarzowy Żleb

## Opis jaskini
Jest to typowa jaskinia lodowa o ukształtowaniu pionowym. Zaczyna się 10-metrową studzienką (Studnia ze Śniegiem) a kończy 21-metrową studnią (II Studnia). 
Z wejściowej studzienki ciąg główny prowadzi przez pokrytą lodem niewielką salkę i dalej przez szczelinę między ścianą a lodem do stromej lodowej pochylni – Ślizgawki. Stąd:
- można iść korytarzykiem wytopionym w lodzie do niewielkiej salki i przez wąski lodowy przełaz do zawaliska.
- podejść korytarzem pod wysoki Lodowy Prożek za którym znajduje się Sala Pod Wantą (4 x 5 x 6 m). We wschodniej części sali zaczyna się korytarz prowadzący do rozgałęzienia:
  - na prawo zaczyna się ciąg prowadzący do 4-metrowego kominka kończącego się szczeliną.
  - idąc kilkanaście metrów prosto Zawaliskowym Korytarzem dochodzi się do 21-metrowej studni. Jej dno stanowi zawalisko[3].

## Przyroda
W jaskini cały rok zalega śnieg i lód tworząc nacieki lodowe (najwięcej w Sali pod Wantą i okolicach Lodowego Prożku). Roślinności w jaskini brak.

## Historia odkryć
Jaskinia została odkryta w 1998 roku przez Zbigniewa Tabaczyńskiego ze Speleoklubu Tatrzańskiego.
W latach 1998–1999 podczas kilku wypraw grotołazów ze Speleoklubu Tatrzańskiego osiągnięto dno jaskini. Próby przekopania zawaliska na dnie II Studni nie powiodły się. 